# Гимн Монако
Гимн Монако (Hymne Monégasque) был первоначально написан Теофилом Белландо де Кастро в 1841 году. Современная версия музыки написана Шарлем Альбрехтом в 1896 году, текст на монегасском — Луи Нотари в 1931.
По указанию Принца (Князя) только текст на монегасском является официальным гимном. Он состоит только из одного (первого) четверостишья. Обычно исполняется только музыка гимна, за исключением официальных церемоний, когда гимн также поют.

## Текст гимна
A MARCIA DE MUNEGHU / INU NACTIONALE
Припев:
Despoei tugiù, sciü d’u nostru paise
Se ride au ventu, u meme pavayùn
Despoei tugiù a cuřù russa e gianca
E stà ř’emblèma d’а  nostra libertà
Grandi e piciui, ř’an sempre respetà.
N’amu ch’üna tradiçiun,
n’amu ch’üna religiun,
Amu avüu per u nostru unù
I meme Principi tugiù
E ren nun ne scangerà
Tantu ch’u suriyu lüjerà;
Diu sempre n’agiüterà
E ren nun ne scangerà
Припев

## Перевод текста гимна
Навеки на нашей земле
Один флаг полощется на ветру
Навеки красный и белый
Символизируют нашу свободу
Великие и простые люди всегда уважали эти цвета.
Мы увековечили одни и те же традиции;
Мы исповедуем одну и ту же религию;
У нас есть честь
Чтобы всегда были одни и те же принципы.
И ничего не изменится
Пока светит солнце;
Бог всегда поможет нам
И ничего не изменится.